# Sabbath Bloody Sabbath
Sabbath Bloody Sabbath este al cincilea album de studio al trupei britanice de heavy metal Black Sabbath, lansat în 1973. Cu acest album stilul formației a devenit mai complex, printre instrumentele folosite numǎrându-se acum și sintetizatoare, corzi , claviaturi și aranjamente orchestrale mai elaborate.

## Lista pieselor
1. "Sabbath Bloody Sabbath" (5:45)
2. "A National Acrobat" (6:16)
3. "Fluff" (4:11)
4. "Sabbra Cadabra" (5:59)
5. "Killing Yourself to Live" (5:41)
6. "Who Are You?" (4:11)
7. "Looking for Today" (5:06)
8. "Spiral Architect" (5:29)

- Toate cântecele au fost scrise de Tony Iommi, Geezer Butler, Ozzy Osbourne și Bill Ward.

## Single-uri
- "Sabbath Bloody Sabbath" (1973)
- "Sabbra Cadabra" (1974)

## Componențǎ
- Ozzy Osbourne - voce, sintetizator
- Tony Iommi - chitǎri, pian, sintetizator, orgă, flaut
- Geezer Butler - chitară bas, sintetizator, mellotron
- Bill Ward - baterie, timpan, bongos pe "Sabbath Bloody Sabbath"